# امیررضا خادم
امیررضا خادم (زادهٔ ۲۰ دی ۱۳۴۸ در مشهد) کشتی‌گیر پیشین رشته کشتی آزاد و سیاستمدار ایرانی است. وی معاون پیشین حقوقی، مجلس و هماهنگی امور استان‌های وزارت ورزش و جوانان بوده‌است.
خادم نخستین ورزش‌کار حرفه‌ای است که وارد مجلس شورای اسلامی ایران شده‌است. او در انتخابات مجلس در سال ۱۳۸۲، منتخب سوم تهران در مجلس هفتم شد.
او توانسته‌است دو نشان برنز در المپیک بارسلونا ۱۹۹۲ و المپیک آتلانتا ۱۹۹۶ به دست آورد. و چهار بار در المپیک در ۴ وزن متفاوت مسابقه داده‌است.
وی در زمان قهرمانی تیم ملی کشتی آزاد ایران در مسابقات جهانی ۱۹۹۸ تهران مدیر تیم‌های ملی کشتی و در زمان قهرمانی تیم ملی کشتی آزاد ایران در مسابقات جهانی ۲۰۰۲ تهران رئیس فدراسیون کشتی بود.
پدر وی محمد خادم است و ۲ برادر کوچک‌ترش رسول خادم و ابراهیم خادم هستند.

## تحصیلات
وی دارای مدرک کارشناسی تربیت بدنی، کارشناسی ارشد مدیریت دولتی و دکترای مدیریت دولتی (گرایش منابع انسانی) است.
همچنین، عضو هیئت علمی گروه مدیریت ورزشی دانشکده تربیت بدنی و علوم ورزشی دانشگاه شهید بهشتی می‌باشد.
در بیست و یکمین مراسم تقدیر از پژوهشگران برگزیده دانشگاه شهید بهشتی از خادم بابت تألیف کتاب " فرهنگ واژگان تخصصی رفتار حرکتی " تقدیر شد.

## افتخارات ورزشی
امیر رضا خادم مانند برادرش رسول و ابراهیم، هر سه فرزندان محمد خادم، در بیمارستان و زایشگاه دکتر معتمدی؛ در خیابان بهار مشهد متولد شده و در احمدآباد بزرگ شد. الفبای این ورزش را همزمان زیر نظر پدرش و هوشنگ نوذری در خانه و باشگاه سعدآباد آموخت. پدری که خود در المپیک ۱۹۶۰ رم عضو تیم ملی بود و در سال ۱۹۶۲ نایب قهرمان جهان شده بود.
امیررضا خادم نخستین بار در المپیک ۱۹۸۸ سئول در ۱۸ سالگی به عضویت تیم ملی در وزن ۶۸ کیلوگرم درآمد، وی در این مسابقات چهار دور در جدول باقی‌ماند و با شکست از آرسن فادزائف از شوروی (قهرمان مسابقات) حذف شد. در مسابقات قهرمانی جهان ۱۹۸۹ مارتینی سوئیس به مقام پنجم رسید. سال بعد در مسابقات جهانی ۱۹۹۰ توکیو به وزن ۷۴ کیلو رفت و به مدال برنز دست یافت و در مسابقات جهانی کشتی ۱۹۹۱ وارنا با پیروزی بر کنی ماندی (قهرمان المپیک ۸۸ و جهانی ۸۹) به مدال طلا رسید. مدال طلای او با پیروزی بر حریف آمریکائی در فینال بازتاب گسترده‌ای در ایران داشت و تصویر بارانداز منجر به پیروزی او در این مسابقه تا سال‌ها از تصاویر برگزیده تلویزیونی قبل از پخش برنامه‌ها و اخبار ورزشی در ایران بود. او در همین سال در دهلی نو مقام دوم مسابقات قهرمانی آسیا (پس از پارک جانگ سون از کره جنوبی) را به دست آورد.
امیر خادم در سال ۱۹۹۲ در مسابقات قهرمانی آسیا در تهران بر سکوی نخست ایستاد و در همین سال در المپیک بارسلون با یک باخت به پارک جانگ سون به مدال برنز المپیک رسید. در مسابقات جهانی تورنتو ۱۹۹۳ به وزن ۸۲ کیلو رفت و در دور دوم مقابل «دووراک» کشتی‌گیر مجارستانی درحالی‌که ۳-صفر جلو بود در هنگام اجرای بارانداز با بدل‌کاری حریف ضربه فنی شد و حذف گردید. در مسابقات جهانی ۱۹۹۴ استانبول بعد از دو پیروزی بر المادی جبرائیلف از قزاقستان (قهرمان جهان در سال ۱۹۸۹ و نایب‌قهرمان المپیک بارسلون) و کشتی‌گیری از کره جنوبی، در دور سوم درحالی‌که از صباح‌الدین اوزترک از ترکیه (قهرمان مسابقات و قهرمان سال قبل) ۵-صفر جلو بود، ۵–۵ مساوی شد و با رأی داوران حذف گردید. او در همین سال موفق شد مدال طلای بازی‌های آسیایی هیروشیما را تصاحب کند. در مسابقات جهانی ۱۹۹۵ آتلانتا هفتم شد و در المپیک ۱۹۹۶ آتلانتا یک بار دیگر مدال برنز المپیک را بر گردن انداخت، او در این مسابقات پس از شکست از حاجی‌مراد ماگومدوف از روسیه در بازی رده‌بندی صباح‌الدین اوزترک را شکست داد و پس از مسابقات کناره‌گیری خود از کشتی را اعلام کرد.
خادم در سال ۱۳۷۶ به عنوان مدیر تیم‌های ملی کشتی ایران انتخاب شد و در این پست قهرمانی کشتی جهان در سال ۱۹۹۸ در تهران را با ۳ طلا، ۲ نقره و ۱ برنز به‌دست‌آورد. این نخستین قهرمانی جهان کشتی ایران پس از ۳۳ سال بود.
خادم پیش از المپیک ۲۰۰۰ سیدنی دوباره به صحنه کشتی برگشت و با موفقیت در مسابقات انتخابی در چهارمین حضور خود در المپیک به مقام چهارم رسید. او پس از آن ریاست فدراسیون کشتی ایران را برعهده گرفت و تیم ملی کشتی آزاد ایران در زمان مسئولیت او، چهارمین قهرمانی جهان خود را در مسابقات جهانی ۲۰۰۲ تهران به دست آورد. وی قبل از المپیک ۲۰۰۴ آتن در حالی‌که نمایندگی مجلس را بر عهده داشت به روی تشک کشتی برگشت. خادم، علی‌رغم اعتراض برخی سیاست‌مداران و همکاران او در مجلس که معتقد بودند حضور یک نماینده مجلس با دوبنده بر روی تشک کشتی به شأن او لطمه می‌زند، به تلاش خود برای پنجمین حضور در المپیک (که یک رکورد در ورزش ایران محسوب می‌شد) ادامه داد اما پس از شکست مقابل مجید خدایی در یک تورنمنت بین‌المللی در ترکیب تیم ملی قرار نگرفت و برای همیشه به ورزش حرفه‌ای خاتمه داد.
او در اردیبهشت‌ماه ۱۳۹۱ از سوی فدراسیون کشتی به عنوان نمایندهٔ ایران جهت عضویت در هیئت رئیسهٔ فیلا به فدراسیون جهانی کشتی معرفی شد. درحالی‌که این انتخابات در تاریخ ۱۳ مردادماه ۱۳۹۱ و همزمان با بازی‌های المپیک ۲۰۱۲ لندن برگزار می‌شد، ویزای خادم در کمتر از ۴۸ ساعت مانده به نشست مزبور و در ساعات پایانی روز ۱۱ مرداد صادر شد. با این اوصاف و به‌طور طبیعی، خادم برای حضور در هیئت رئیسهٔ فیلا رأی نیاورد. او طی گفت‌وگویی در ۱۴ مرداد، در این خصوص اظهار کرد: " من شکست نخوردم؛ کشتی ایران باخت ".
خادم، در خردادماه ۱۳۹۲ و طی حکمی از سوی مهرزاد حمیدی رئیس فدراسیون ورزش‌های دانشگاهی، به عنوان رئیس " انجمن کشتی " این فدراسیون منصوب شد.
همچنین، محمود گودرزی، وزیر ورزش و جوانان در دی‌ماه ۱۳۹۲ و طی حکمی، امیررضا خادم را به عنوان معاون حقوقی، پارلمانی و امور استان‌های وزارت ورزش و جوانان منصوب کرد.
متعاقباً رسول خادم، در دی‌ماه ۱۳۹۲ و چند روز پس از انتخاب به عنوان رئیس فدراسیون کشتی، امیررضا خادم را به عنوان " کارشناس خبرهٔ فدراسیون کشتی " به وزیر ورزش پیشنهاد نمود که با آن موافقت شد.
علاوه بر این، در اوایل بهمن‌ماه ۱۳۹۲ و طی حکمی از سوی وزیر ورزش، به عنوان " رئیس کمیسیون اصلی موضوع مادهٔ ۵ قانون اجازهٔ تأسیس باشگاه‌های ورزشی و ورزشگاه‌ها " منصوب شد.
مدتی بعد و در تاریخ ۲۰ بهمن ۱۳۹۲، وزیر ورزش طی حکم دیگری، خادم را به عنوان " نمایندهٔ تام‌الاختیار وزیر ورزش برای پیگیری فرایند خصوصی‌سازی و واگذاری شرکت‌های فرهنگی و ورزشی استقلال و پرسپولیس " منصوب کرد.

## فعالیت‌های سیاسی
امیررضا خادم در سال ۱۳۸۲ نامزد انتخابات مجلس هفتم در تهران شد و در فهرست آبادگران قرار گرفت و به عنوان نفر سوم از تهران وارد مجلس شد. اما در انتخابات هشتمین دوره مجلس شورای اسلامی در اسفند سال ۱۳۸۶ در فهرست اصلی جناح راست (جبهه متحد اصولگرایان) جای نداشت و در تهران نفر شصتم شد. پس از گذشت یک سال و چهار ماه از این انتخابات، او در تیر ۱۳۸۸ مدعی تقلب در این انتخابات شد و گفت: «زمانی که از سوی وزارت کشور آمار آراء موجود در صندوق‌ها را دریافت کردم متوجه شدم حتی صندوق‌هایی که اعضای ۱۰ نفری خانوادهٔ خودم در آنجا رأی داده بودند یا در مسجد محل سکونتم در گزارش صندوق‌های وزارت کشور تعداد آراء من صفر ثبت شده بود!»
وی همچنین گفته بود که یک فیلمبردار تلویزیون ایران به دلیل شرکت در نماز جمعه ۲۶ تیر ۱۳۸۸ به امامت هاشمی رفسنجانی از مصاحبه با او خودداری کرده‌است.